# Blågrön mosaikslända
Blågrön mosaikslända (Aeshna cyanea) är en art i insektsordningen trollsländor som tillhör familjen mosaiktrollsländor.

## Kännetecken
Den blågröna mosaiksländans hane har mörk grundfärg på kroppen och blå och gröna teckningar. Honans färger är mer övervägande gröna. Hos båda finns på bakkroppen det för släktet Aeshna typiska mosikmönstret. Vingbredden är omkring 95 millimeter och bakkroppens längd är 51 till 60 millimeter. Vingarna är genomskinliga och vingmärket är rödbrunt, honans ofta mer tydligt än hanens, hos vilken det kan vara något ljusare.

## Utbredning
Den blågröna mosaiksländan finns i stora delar av Europa, norra Afrika och västra Asien. I Sverige finns den i södra och mellersta delarna av landet. Den är landskapstrollslända för Västergötland.

## Levnadssätt
Den blågröna mosaiksländans habitat är främst mindre, lugna vattensamlingar av olika slag, som dammar, men den kan också ses flyga i skogsbryn på jakt efter byten. Särskilt honan håller sig oftast en bit från vattnet, utom när hon är beredd till parning. Efter parningen lägger honan äggen ensam, och ett kännetecken för arten är dessa oftast läggs något ovanför vattenytan, i fuktig mark, eller i mossan på stenar vid strandkanten. Utvecklingstiden från ägg till imago är två till fyra år och flygtiden från juni till mitten av oktober.

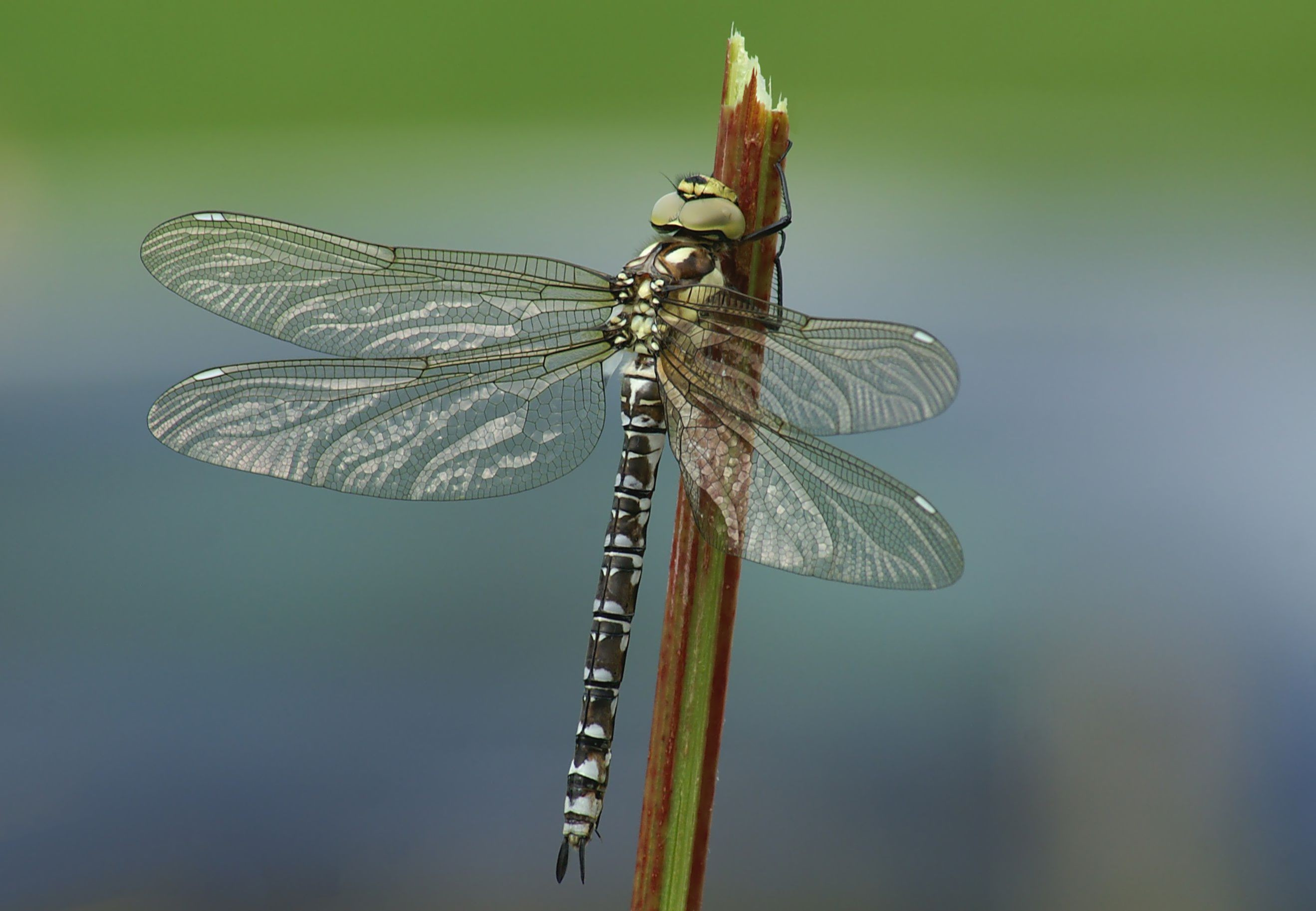
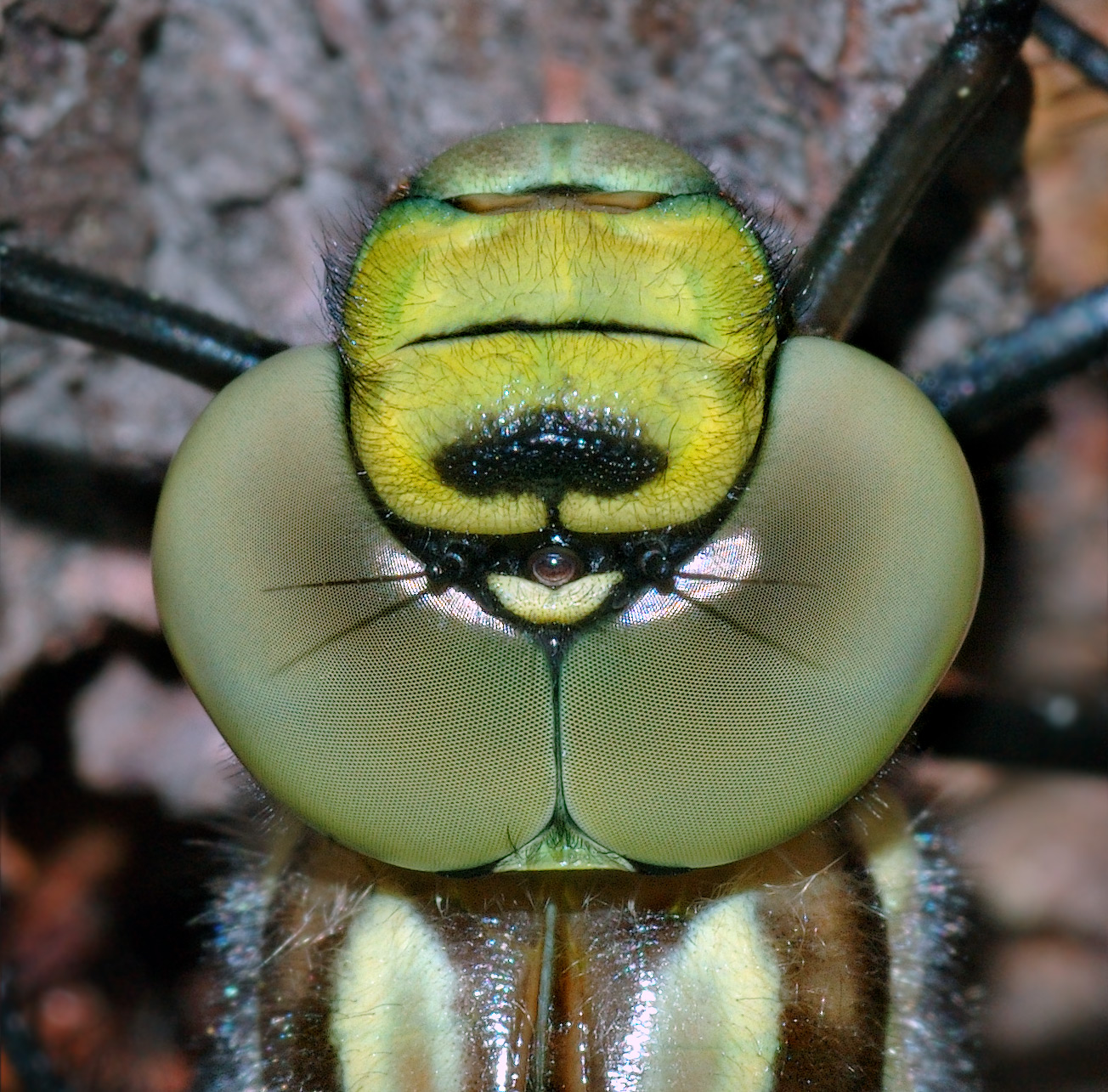
Närbild på huvudet
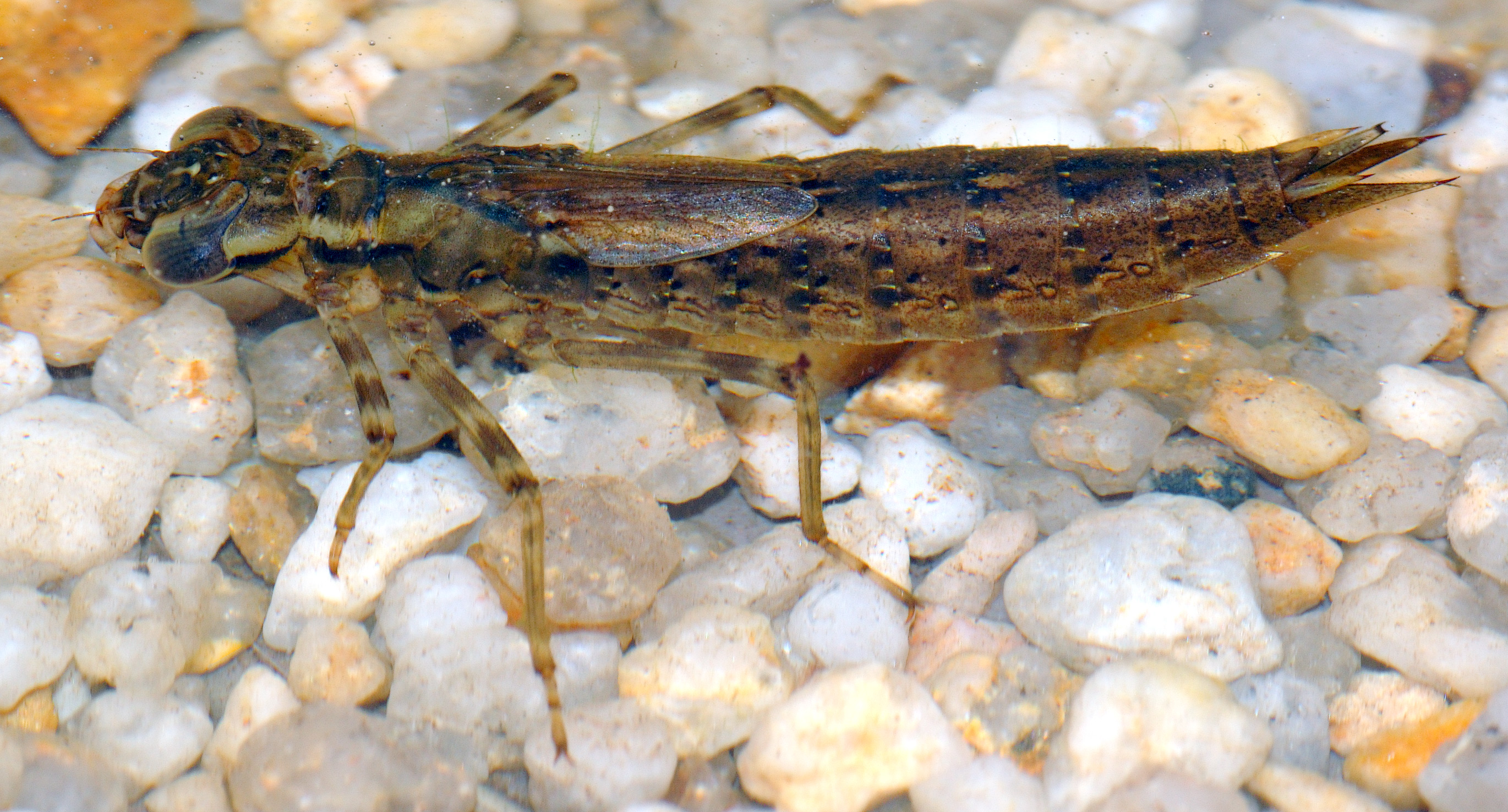
Larven
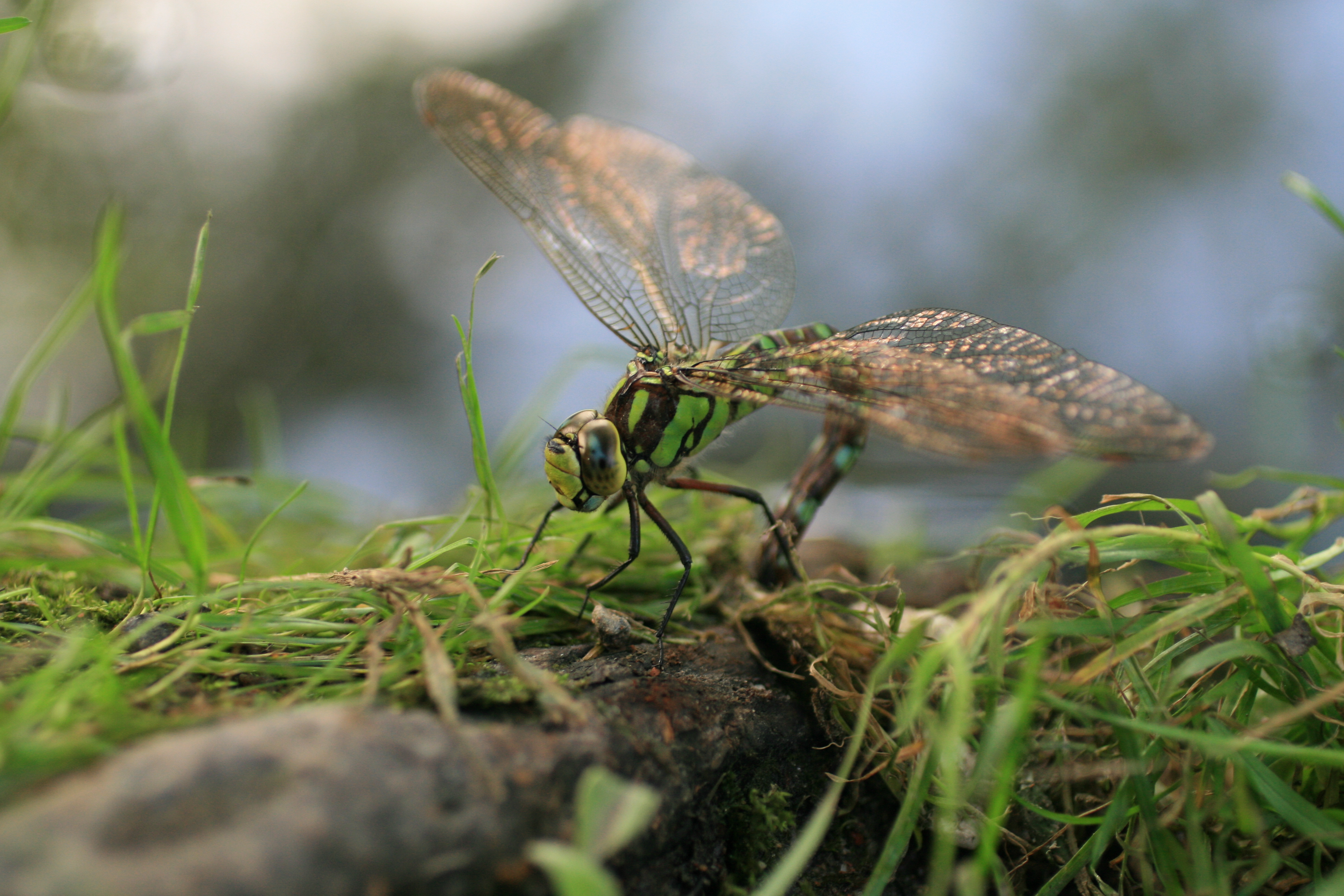
Äggläggande hona
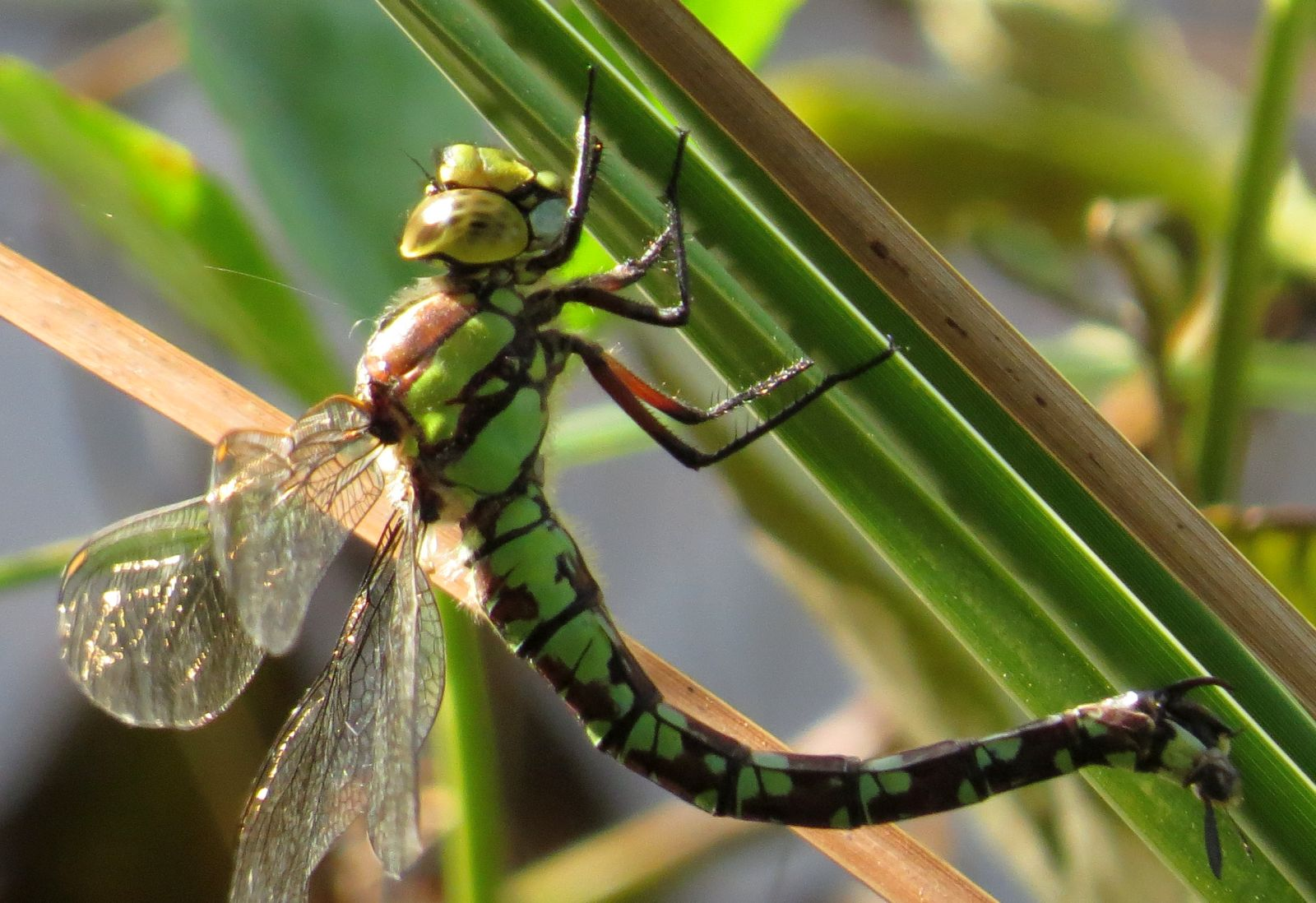
Hona lägger ägg
- Hona äter en vanlig geting, Vespula vulgaris
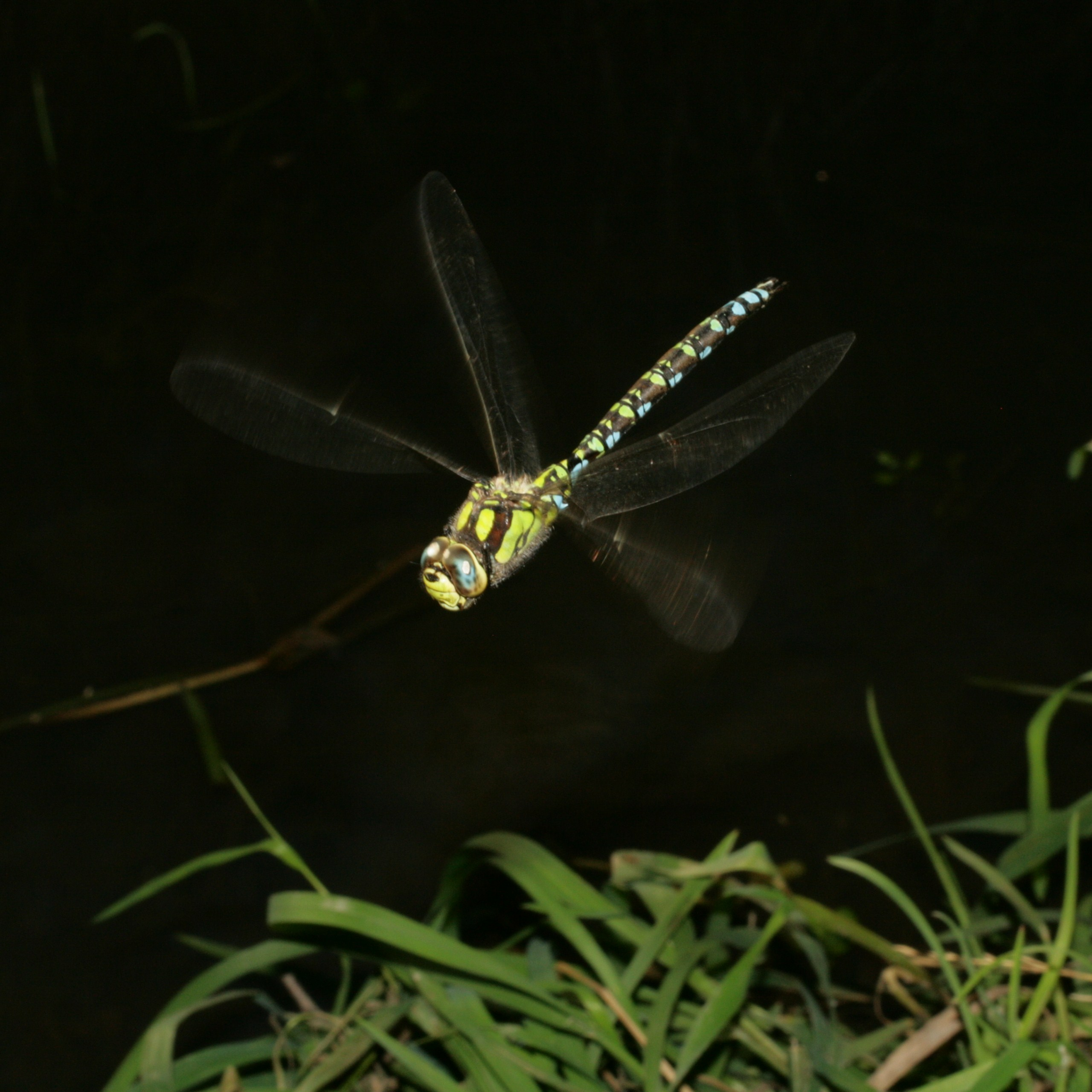
Flygande exemplar